# Pokrashen
Pokrashen (in armeno Փոքրաշեն?) è un comune di 205 abitanti (2001) della provincia di Shirak in Armenia.